# Vico drito Pontexello
Vico drito Pontexello è un album del gruppo I Trilli pubblicato nel 1976 dall'etichetta Area record. 
Contiene brani scritti tra gli altri da Pippo Franco, Michele e da alcuni componenti dei New Trolls, tra i quali Vittorio De Scalzi e Gianni Belleno.

## Tracce
Lato A
1. Boccadaze (A. Margutti)
2. Golfo de Zena (A. Carrai, V. De Scalzi)
3. Olidin Olidena (B. Merli, Niliomi)
4. Per andare via (Michele, G. Zullo, G. D'Adamo)
5. Il padrino (B. Merli, G. Belleno, G. Usai)

Lato B
1. Vico drito Pontexello (G. Deliperi, G. Zullo, Niliomi)
2. Cesso (Pippo Franco)
3. Chitara zeneise (C. Carbone, E. Bergonzi)
4. Noiatri do Braxil (G. Deliperi, G. Zullo)
5. Zena (B. Merli, G. Zullo)